# Kepler-10b

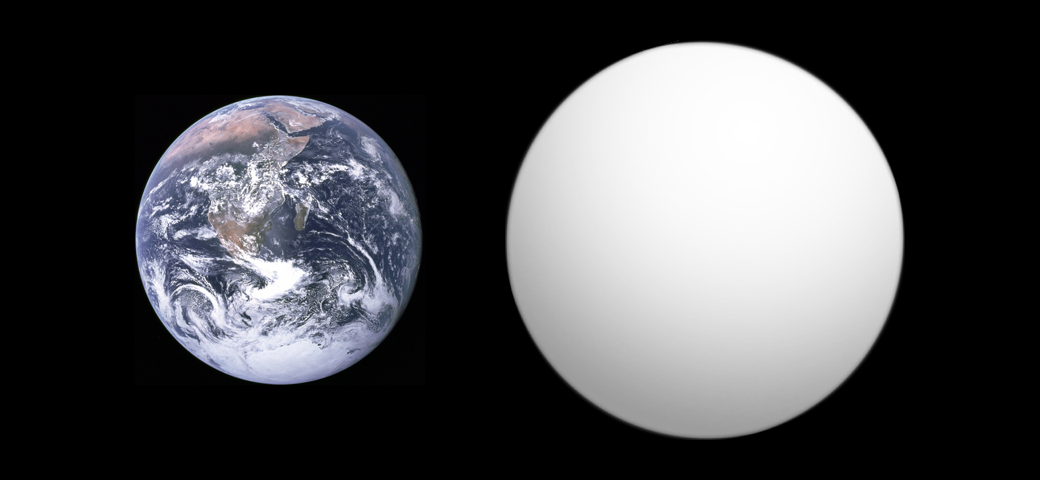
Comparaţie cu Terra

Kepler-10b, din constelația Draco, este prima planetă cu o structură similară Terrei, observată în afara sistemului nostru solar. Are o dimensiune de 1,4 ori mai mare decât cea a Pamântului și se află de 20 de ori mai aproape de steaua sa (stea denumită Kepler 10), comparativ cu distanța dintre Mercur și Soare. O mișcare completă pe orbită are loc o dată la 0,84 de zile.
Planeta a fost observată pentru prima dată cu telescopul terestru Keck, cu ajutorul căruia oamenii de știință au reușit să surprindă mici diferențe în spectrul luminos al stelei Kepler 10, diferențe numite deplasări Doppler, determinate de mișcarea planetei pe orbita sa. Planeta a fost confirmată de către misiunea Kepler a Agenției Spațiale Americane, NASA.